# 와이드 릴리스
와이드 릴리스(wide release)는 미국 영화 산업에서 미국 대부분의 시장에서 여러 영화관에서 동시에 상영되는 영화이다. 이 용어는 영화가 주요 도시 내 영화관 몇 군데에서만 개봉하는 로드쇼 개봉, 더 적은 영화관에서 예약되는 영화인 상업적인 매력 요인이 덜 기대되는 큰 도시의 리미티드 릴리스와는 대조되는 표현이다.
와이드 릴리스는 1970년대에 성공적인 마케팅 전략으로 등장했으며 이후 수십년에 걸쳐 멀티플렉스 시네마에서 이용할 수 있는 스크린 수의 확장과 병행하여 일반화되었다.

## 같이 보기
- 예술 영화